# Ágii Apóstoli (Petriés, Eubée)
Ágii Apóstoli, en grec moderne : Άγιοι Απόστολοι, est un village du dème de Kými-Alivéri, sur l'île d'Eubée, en Grèce.
Selon le recensement de 2011, la population d'Ágii Apóstoli compte 634 habitants.